# Kamskall
Kamskall är en halvö i Finland.   Den ligger i landskapet Egentliga Finland, i den södra delen av landet, 170 km väster om huvudstaden Helsingfors. Kamskall ligger på ön Högsar.

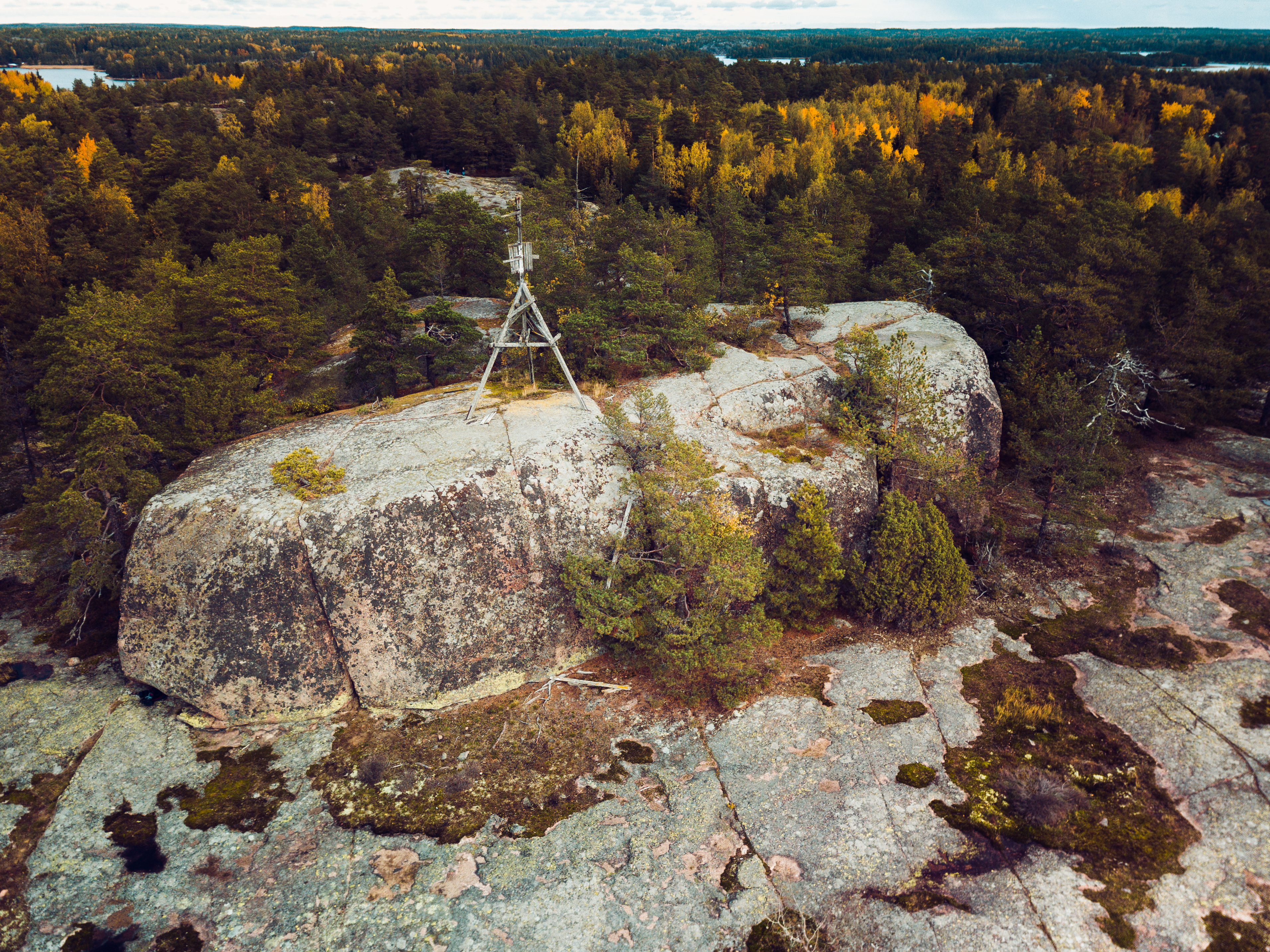
Smörasken högst uppe på Kamskall.
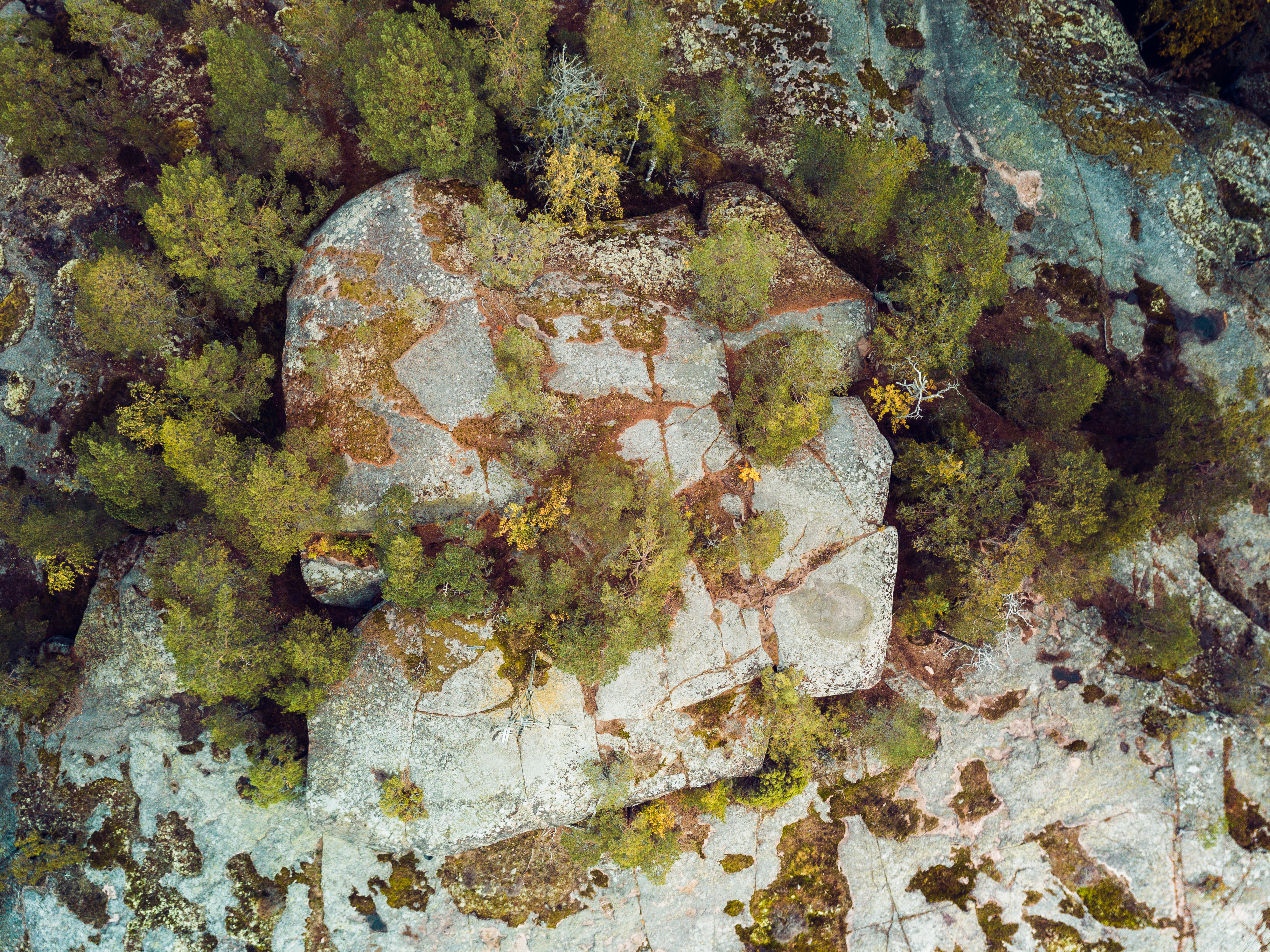
Smörasken uppifrån.